# Collingtree
 (janvier 2018).
Collingtree est un village et une paroisse civile dans le Northamptonshire, en Angleterre. Administrativement, il relève de l'autorité unitaire du West Northamptonshire.